# Санкт Маргаретен (Холштајн)
Санкт Маргаретен (њем. Sankt Margarethen) општина је у њемачкој савезној држави Шлезвиг-Холштајн. Једно је од 112 општинских средишта округа Штајнбург. Према процјени из 2010. у општини је живјело 972 становника. Посједује регионалну шифру (AGS) 1061095, NUTS (DEF0E) и LOCODE (DE SMA) код.

## Географски и демографски подаци
Санкт Маргаретен се налази у савезној држави Шлезвиг-Холштајн у округу Штајнбург. Општина се налази на надморској висини од 3 метра. Површина општине износи 13,2 km². У самом мјесту је, према процјени из 2010. године, живјело 972 становника. Просјечна густина становништва износи 73 становника/km².